# Свръхкомпактен модулен сървър
Свръхкомпактният модулен сървър (наричан и блейд сървър) е устройство с висока степен на компактност, което работи като независим компютърен сървър и включва поне един процесор и системна памет, но за експлоатацията си зависи от общи ресурси в шаси за свръхкомпактни модули (напр. захранващи източници, охлаждане).
(Съгласно Решение на Европейската комисия за определяне на позицията на Европейския съюз относно решение на Управляващите органи към Споразумението между правителството на Съединените американски щати и Европейския съюз за координирането на програми за етикетиране на енергийната ефективност на офис оборудване относно добавянето на спецификации за компютърни сървъри и източници на непрекъсваемо електрическо захранване в приложение В към Споразумението и за преразглеждане на спецификациите за екрани и за оборудване за възпроизвеждане на изображения, включени в приложение В към Споразумението)